# Цзінхун
Цзінхун (кит. спр. 景洪市, піньїнь: Jǐnghóng Shì) — місто-повіт в південнокитайській провінції Юньнань, адміністративний центр Сішуанбаньна-Дайської автономної префектури.

## Географія
Цзінхун розташовується на південних схилах Юньнань-Гуйчжоуського плато.

### Клімат
Місто знаходиться у зоні, котра характеризується вологим субтропічним кліматом. Найтепліший місяць — червень із середньою температурою 24.5 °C (76.1 °F). Найхолодніший місяць — січень, із середньою температурою 15.9 °С (60.6 °F).
| Клімат Цзінхуна         | Клімат Цзінхуна | Клімат Цзінхуна | Клімат Цзінхуна | Клімат Цзінхуна | Клімат Цзінхуна | Клімат Цзінхуна | Клімат Цзінхуна | Клімат Цзінхуна | Клімат Цзінхуна | Клімат Цзінхуна | Клімат Цзінхуна | Клімат Цзінхуна | Клімат Цзінхуна |
| Показник                | Січ.            | Лют.            | Бер.            | Квіт.           | Трав.           | Черв.           | Лип.            | Серп.           | Вер.            | Жовт.           | Лист.           | Груд.           | Рік             |
| Середня температура, °C | 15,9            | 17,5            | 20,2            | 22,8            | 24,3            | 24,5            | 24,1            | 24              | 23,7            | 22              | 19              | 16,1            | 21,2            |
| Норма опадів, мм        | 22.2            | 14.6            | 24.1            | 54.7            | 158.9           | 209.6           | 284.1           | 278.4           | 165.1           | 120             | 67.8            | 26              | 1425.5          |
| Днів з опадами          | 4               | 3,3             | 4,5             | 10,8            | 16,3            | 21              | 23,8            | 25              | 18,4            | 13,5            | 8               | 4,4             | 153             |
| Вологість повітря, %    | 72.8            | 64.2            | 58.1            | 59.7            | 70.5            | 79.2            | 82.7            | 83.9            | 82.1            | 82.3            | 79.8            | 77.9            | 74.4            |
| ----------------------- | --------------- | --------------- | --------------- | --------------- | --------------- | --------------- | --------------- | --------------- | --------------- | --------------- | --------------- | --------------- | --------------- |
| Джерело: Weatherbase    |                 |                 |                 |                 |                 |                 |                 |                 |                 |                 |                 |                 |                 |